# Issoufou Boubacar Garba
Issoufou Boubacar Garba, né le 2 février 1990 à Niamey (Niger), est un footballeur international nigérien qui évolue au poste d'attaquant à la Jeunesse sportive kairouanaise.

## Palmarès
- Champion du Niger en 2010